# Rafiki
Rafiki (literalmente Amiga en suajili) es una película keniata de 2018  dirigida por Wanuri Kahiu. Rafiki es la historia de la amistad y el amor que surge entre dos jóvenes, Kena y Ziki, y las presiones familiares y políticas alrededor de los derechos LGBTI en Kenia. La película se estrenó internacionalmente en el Festival de Cannes de 2018;  siendo la primera película keniata en ser exhibida en la historia del festival.

## Argumento
Kena es una joven que ayuda su padre, John Mwaura, a gestionar una pequeña tienda en Nairobi mientras éste hace campaña para las elecciones locales. Kena vive con su madre, la cual no tiene buena relación con John. Kena comienza a coquetear con Ziki, una chica del barrio pelo colorido y que resulta ser hija de Peter Okemi, el rival político de John..Kena y Ziki comienzan a tener algunas citas románticas, pero comienzan a tener tensiones entre ellas sobre si mostrar afecto en público, ya que la homosexualidad es ilegal en Kenia.
Las amigas de Ziki comienzan a tener celos por todo el tiempo que pasa con Kena, por lo que llegan a pegar a Kena y Ziki la defiende. Ziki lleva a Kena a su casa para curarle las heridas, pero la madre de Ziki las pilla dándose un beso. Salen corriendo para esconderse, pero son encontradas por una de sus vecinas cotillas, trayendo a otros vecinos para atacar a las chicas. Ambas son arrestadas y tienen que ser recogidas por sus padres en comisaría. Los padres de Ziki deciden enviarla a vivir a Londres, mientras que el padre de Kena rechaza culparla aunque implique no poder seguir compitiendo en la carrera electoral. 
Años más tarde, Kena llega a cumplir su sueño de convertirse en médica y escucha que Ziki ha regresado a la ciudad. La película termina con las dos chicas reuniéndose.

## Reparto
- Samantha Mugatsia como Kena.
- Sheila Munyiva como Ziki.
- Neville Misati como Blacksta.
- Nini Wacera como Mercy.
- Jimmy Gathu como John Mwaura.
- Charlie Karumi como Waireri.
- Muthoni Gathecha como Mama Atim.
- Dennis Musyoka como Peter Okemi.
- Patricia Amira como Rose Okemi.
- Nice Githinji como Nduta.
- Patricia Kihoro como Josephine.
- Mellen Aura como Elizabeth.

## Producción
La película está inspirada en el cuento "Árbol Jambula" de la ganadora del premio Caine de 2007 Monica Arac de Nyeko. El título de la película Rafiki (amigo o amiga) hace referencia a cómo las parejas de personas del mismo sexo se presentan debido a la homofobia imperante en la sociedad.
Llevó varios años encontrar financiación para producir la película. Los cineastas intentaron primero conseguir financiación en Kenia, pero no fue posible. Así que encontraron productores en Europa, Líbano y Estados Unidos.
Los colores jugaron una función importante en la fotografía y la dirección artística de la película, queriendo mostrar que Nairobi es una ciudad muy colorida. Las escenas íntimas entre Kena y Ziki se muestran en colores más pastel que los grandes contrastes de color de las otras escenas.

## Prohibición en Kenia
La Comisión para la Clasificación de las Películas de Kenia prohibió la película debido a su temátca homosexual y por su claro intento de promover el lesbianismo en Kenia en contra de la ley, la cual castiga la homosexualidad con hasta 14 años de prisión.
La directora de la película, Wanuri Kahiu, demandó al gobierno de Kenia para permitir la proyección de la película y poder ser elegida como la representante keniata para los Óscar en la categoría de Mejor Película en Lengua Extranjera. El 21 de septiembre de 2018, el Tribunal Supremo keniata levantó la prohibición en la película, permitiendo su proyección en el país durante siete días. Tras la prohibición, la película se proyectó en un cine en Nairobi, vendiendo todas las entradas. A pesar de levantar la prohibición, la película no fue seleccionada para los Óscar, enviándose en cambio Supa Modo.